# Салас Кинта, Антонио
Антонио Салас Кинта (исп. Antonio Salas Quinta, или Аньете (исп. Añete); 1 октября 1985, Кория-дель-Рио, Севилья, Андалусия) — испанский футболист, нападающий.

## Карьера
Первым профессиональным клубом игрока был «Реал Сосьедад B» за которою он сыграл два года. Отыграв ещё 4 года в Испании за такие клубы как «Кориа», «Сан-Роке», «Реал Хаэн», «Сеута», Аньете перешёл в греческий клуб «Олимпиакос (Волос)». Через год Аньете подписал контракт с клубом того же города «Ники Волос». После этого он переехал в Болгарию, где играл за столичный «Левски». Затем Антонио на протяжении одного сезона выступал за бакинский «Нефтчи».